# Zielona Ostoja
Zielona Ostoja – obszar chroniony (użytek ekologiczny) położony na obszarze Górnego Tarasu Osowej Góry, pomiędzy ulicami: Rekinową, Jeziorną, Przyczółek, Skalarową, a Tuńczykową.

## Charakterystyka

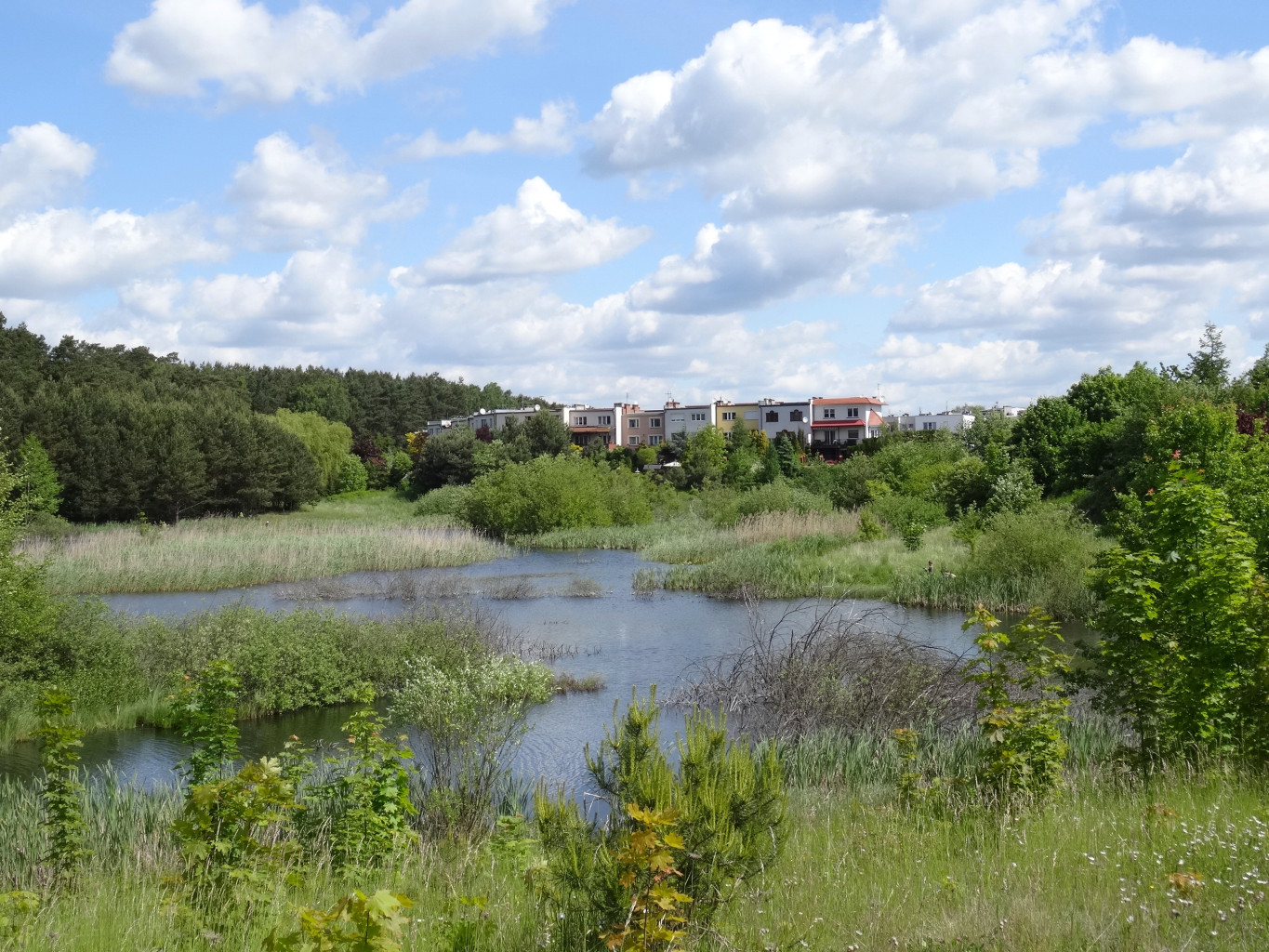
Torfowisko, w tle widoczne zabudowania

Użytek ekologiczny pod nazwą „Zielona Ostoja”  powstał na osiedlu Osowa Góra, pomiędzy ulicami: Rekinową, Jeziorną, Przyczółek, Skalarową, a Tuńczykową na podstawie uchwały nr XLIII/607/09 Rady Miasta Bydgoszczy z 25 lutego 2009 (dziennik Urzędu Wojewódzkiego województwa kujawsko-pomorskiego nr 33, poz. 694).
Na obszarze użytku stwierdzono występowanie gatunków roślin objętych ochroną gatunkową: rosiczkę okrągłolistną (łac. Drosera rotundifolia) i pływacza zwyczajnego (łac. Utricularia vulgaris) i torfowców (łac. Sphagnum magellanicum, Sphagnum palustre, Sphagnum squarrosum). Ponadto na omawianym terenie stwierdzono siedlisko priorytetowe (zagrożone zanikiem na obszarze Unii Europejskiej), wymienione w rozporządzeniu Ministra Środowiska Tomasza Podgajniaka z dnia 16 maja 2005 r. w sprawie typów siedlisk przyrodniczych oraz gatunków roślin i zwierząt, wymagających ochrony w formie wyznaczenia obszarów Natura 2000 (Dz. U. Nr 94, poz. 795) – torfowiska wysokie z roślinnością torfotwórczą (żywe).
Znaczenie przyrodnicze omawianego terenu polega na nagromadzeniu na niewielkim obszarze (3,0216 ha) różnych typów ekosystemów, np. torfowiska mszarnego i zbiornika eutroficznego z zaroślami wierzbowymi i szuwarami, które tworzą dogodne warunki bytowania dla gatunków roślin i zwierząt chronionych i pospolitych.
Jest to jedyne miejsce w Bydgoszczy, gdzie zobaczyć można gatunki roślin charakterystyczne dla torfowisk mszarnych.